# Société européenne de cardiologie
Pour les articles homonymes, voir ESC.
 (mai 2019).
La Société européenne de cardiologie (en anglais European Society of Cardiology, ESC) est une organisation de plus de 90 000 professionnels de la cardiologie à travers le monde. Elle est impliquée dans les activités scientifiques et éducatives pour les professionnels de la cardiologie. L'ESC intervient également auprès du grand public en matière de prévention des maladies cardio-vasculaires

## Histoire
La Société européenne de cardiologie a été fondée en 1950.

## Structure
La Société européenne de cardiologie comprend actuellement[Quand ?] 56 sociétés nationales de cardiologie, originaires de toute l'Europe et de la région méditerranéenne, 6 associations, 15 groupes de travail et 7 conseils, couvrant différentes sous-spécialités de la cardiologie.
La Société européenne de cardiologie est largement financée par l'industrie pharmaceutique (54 millions d'euros, soit les trois quarts de son budget). Le financement de sociétés savantes par des groupes industriels est une pratique de lobbying courante.

## Éducation
La SEC fournit des ressources éducatives pour soutenir la formation médicale continue et le développement.

## Lignes directrices
La Société européenne de cardiologie publie des lignes directrices, notamment sur le traitement de l'hypercholestérolémie. En 2019, la société a modifié ses recommandations et abaissé les taux déclenchant la prescription de traitements pharmaceutiques :
|                             | 2016         | 2019         |
| Patients à très haut risque | < 1,8 mmol/L | < 1,4 mmol/L |
| Patients à haut risque      | < 2,6 mmol/L | < 1,8 mmol/L |
| Patients à risque modéré    | < 3 mmol/L   | < 2,6 mmol/L |
| Patients à risque faible    | < 3 mmol/L   | < 3 mmol/L   |

L'abaissement des seuils a été critiqué, car il augmente la vente de médicaments pour réduire le cholestérol et car la majorité des auteurs des recommandations seraient en situation de conflit d'intérêts (par exemple, 14 des 21 auteurs auraient reçu de l'argent des fabricants du Praluent).